# Ґаць-Лесьна
Ґаць-Лесьна (пол. Gać Leśna, нім. Büchenhof) — село в Польщі, у гміні Слупськ Слупського повіту Поморського воєводства.